# Giovanni Azzini
Giovanni Azzini (6. března 1930, Quinzano d'Oglio, Italské království – 4. června 1994, Cremona, Itálie) byl italský fotbalový záložník.

## Kariéra
Od roku 1948 hrál za druholigovou Brescii, odkud za sedm let odešel do prvoligové Padovy. Zde v sezoně 1957/58 pomohl klubu k 3. místu. V roce 1962 se vrátil do Brescie, kde po sedmi zápasech ukončil kariéru.
Za reprezentaci nenastoupil do jednoho zápasu na OH 1952 proti Maďarsku (0:3).

## Statistika

### Reprezentační

#### Statistika na velkých turnajích
| Reprezentace | Rok     | Zápasy       | Zápasy | Zápasy   | Zápasy           | Zápasy           | Zápasy   |
| Reprezentace | Rok     | Fáze turnaje | Datum  | Soupeř   | Odehraných minut | Vstřelené branky | Výsledek |
| ------------ | ------- | ------------ | ------ | -------- | ---------------- | ---------------- | -------- |
| Itálie       | OH 1952 | 1. kolo      | 21. 7. | Maďarsko | 90               | 0                | 0:3      |

## Úspěchy

### Reprezentační
- 1× na OH (1952)